# Blair (Wisconsin)
Blair es una ciudad ubicada en el condado de Trempealeau en el estado estadounidense de Wisconsin. En el Censo de 2010 tenía una población de 1.366 habitantes y una densidad poblacional de 428,44 personas por km².

## Geografía
Blair se encuentra ubicada en las coordenadas 44°17′44″N 91°13′40″O / 44.29556, -91.22778. Según la Oficina del Censo de los Estados Unidos, Blair tiene una superficie total de 3.19 km², de la cual 2.97 km² corresponden a tierra firme y (6.99%) 0.22 km² es agua.

## Demografía
Según el censo de 2010, había 1.366 personas residiendo en Blair. La densidad de población era de 428,44 hab./km². De los 1.366 habitantes, Blair estaba compuesto por el 96.56% blancos, el 0.37% eran afroamericanos, el 0.22% eran amerindios, el 0.15% eran asiáticos, el 0% eran isleños del Pacífico, el 1.32% eran de otras razas y el 1.39% pertenecían a dos o más razas. Del total de la población el 3.81% eran hispanos o latinos de cualquier raza.